# André Joyeux
Pour les articles homonymes, voir Joyeux.
André Joyeux est un peintre et illustrateur français né le 18 avril 1871 à Essonnes et mort le 10 juillet 1929 à Marseille.

## Biographie
Ancien élève de l'École nationale supérieure des Beaux-Arts à Paris, il s'installe en Cochinchine vers 1900. En 1906, il expose des tableaux pour le pavillon du Tonkin à l'exposition coloniale de Marseille. Il crée et devient le premier professeur et directeur de l'école des arts appliqués de Gia Định fondée en 1913 dans la banlieue de Saigon. Il est peintre et illustrateur des livres sur la vie des colonies comme le montre ses ouvrages. Il publia ensuite un premier livre de caricatures satirisant les colons,.
En 1911, André Joyeux fut nommé inspecteur principal des écoles d'art décoratif de la Cochinchine, et en 1913 fonda l'École des arts appliqués de Gia Dinh.
Dans les années 20, il participe à la Collection JOB, en réalisant plusieurs affiches.
En dehors de sa carrière artistique, il est architecte hors classe des Bâtiments Civils de l'Indochine, où il surveille la construction de nombreux édifices dont le palais des gouverneurs d'Hanoï. Il est également nommé inspecteur général des écoles professionnelles de Cochinchine, dont il participe à leur essor.
André Joyeux meurt à Marseille le 11 juillet 1929,.

## Ouvrages illustrés
- Silhouettes Saigonnaises, Saigon, 1909.
- André Joyeux, La Vie large des colonies, Paris, Maurice Bauche, 1912.
- La Terre de Bouddha, 1923 (lire en ligne).
- La Vie et les Paroles Merveilleuses de Bouddha Gaudama, Imprimerie-librairie commerciale C. Ardin, 1922 (présentation en ligne).
- J. Bordeneuve, Les Grandes Chasses en Indochine : Souvenirs d'un forestier, Albert Portail Editeur, 1925 (présentation en ligne).